# Qara Yússuf
Qara Yússuf o Kara Yússuf de nom formal des de 1411 Abu-l Nasr Yusuf Bahadur (? - 13 de novembre de 1420) fou emir dels qara qoyunlu i sultà. El va succeir el seu fill Iskandar ibn Qara Yússuf

## Juventut
Se l'esmenta al costat del seu pare Kara Mehmet. El 1387 Timur va seleccionar als millors esquadrons i els va enviar a les ordre de Miran Shah a la busca de Kara Mehmet. Miran Shah va capturar moltes dones i criatures i també bestiar, però no va trobar a Kara Mehmet ni al seu fill Qara Yússuf. A la tornada d'Alinjak (on no havia aconseguit el seu objectiu de conquerir aquesta fortalesa), Muhammad Mireke fou enviat també a buscar a Kara Mehmed i va entrar en un congost on va caure en una emboscada dels turcmans de la que es va lliurar amb dificultat. Altres esquadrons manats per Shaikh Ali (fill d' Arghun Barles), Ikbalja Bargugi i Yetlik Kutxin van intentar el mateix per separat per altres camins, i finalment el van trobar en una fortalesa de muntanya inaccessible que van atacar però després de pèrdues com la de l'amir Lala, van desistir i van retornar al campament. Timur hi va enviar tropes d'elit manades per Jahan Shah Bahadur, que van assolar molts territoris però no van poder trobar ni enfrontar a Kara Mehemt. En canvi Shah Mali, fill de Ghiyath al-Din Barles, fou trobat mort en una zona desèrtica, a mans dels turcmans. En revenja Timur va fer assolar la plana de Muix.

## Primera part del regnat
Va substituir al seu germà Misr Khodja per decisió dels emirs el 1390 en plena revolta de Pir Hasan. Les batalles entre aquest i Qara Yússuf van causar moltes baixes als dos bàndols però no van tenir un resultat decisiu. Llavors va intervenir Döger Salim Beg de Kalat Djabar que va mitjançar per aturar els combats; la mort de Pir Hasan el 1391 no va solucionar finalment el problema, ja que el seu fill Husayn Beg va ocupar el seu lloc, però la revolta va perdre empenta.
El 1394 Qara Yússuf que era per la zona d'Alinjak, va fugir al saber que s'acostava l'amir timúrida Dervix Barles. Timur va decidir sortir en persecució dels turcmans i va nomenar a Burhan Aghlan com a cap de la cavalleria i acompanyat de Jahan Shah Bahadur i de Aybaji Aghlan els va enviar al darrere de Qara Yússuf. Timur va restar uns dies mes a la plana de Muix.
Els amirs Shams al-Din Abas i Ghiyath al-Din Terkhan que estaven prop de Tabriz, van saber que Qara Yússuf havia reunit un fort contingent de turcmans prop del Alatagh a pocs quilòmetres a l'est de Nakhitxevan. Els amirs de Miran Shah (virrei de l'Azerbaidjan, que havia estat ferit a la batalla de Terek) que havien restat a Tabriz van prendre precaucions, van obtenir ajut dels amirs al servei de Pir Muhammad de Fars (Abu Said Barles, Bekish, Doler Khoja i Tukel Bahadur). El propi príncep Pir Muhammad, que havia estat enviat de retorn al Fars per Timur, va sortir a combatre els turcmans i al arribar a Khoy se li van unir Tezik i Jalik amb tropes i van marxar tots junts; els exploradors de Qara Yússuf estaven al congost de Kara Derra, a la moderna frontera entre Turquia i l'Iran i allá els va anar a buscar Pir Muhammad; els exploradors van fugir cap al campament de Qara Yússuf que estava a Bend Mahi (prop del llac Van) que quan va saber que s'acostaven forces timúrides, va fugir. A Pir Muhammad se li van afegir tropes manades pel príncep kurd Malik Izz al-Din de Van i van perseguir a Qara Yússuf fins a l'Awnik, però no el van poder atrapar.
Aprofitant les absències de Tamerlà, Qara Yússuf es va moure prop de Tabriz i Naxçıvan diverses vegades i en una d'elles va fer presoner a Atilmish, governador de l'Awnik (Auniq = Altzniq), un dels caps de l'exèrcit timúrida, al que va enviar a Egipte (1395).
Seguint les peticions d'Ahmad ibn Uways i de Qara Yússuf, Bayazid I, aprofitant la mort del sultà mameluc Barquq (15 de juny de 1399) i la revolta dels governadors de Síria, des de la seva base de Sivas, va enviar tropes sota el comandament suprem de Sulayman, a conquerir posicions a la vall de l'Eufrates. Malatya, Derende, Behisni, Divrigi i Kemakh foren ocupades pel beglerbegi d'Anatòlia Timurtash.

## Exilis de jalayírides i de Qara Yússuf
El 1400 el sultà jalayírida Ahmad ibn Uways, amenaçat a Bagdad, amb ajut d'alguns servidors especialment fidels, va sortir de nit, va creuar el Tigris encara de nit i es va dirigir a territori del turcman Qara Yússuf; a palau es va seguir fingint que el sultà restava allí; al cap d'uns dies Ahmad va tornar amb l'amir turcman al que havia ofert una part de les riqueses de Bagdad; van acampar a l'altre costat del riu i Ahmad el va creuar i va tornar al seu palau. Ahmad va cobrir als turcmans de regals, or, joies, diner i honors a canvi de la seva protecció però no els va permetre entrar a Bagdad. El sultà va posar espies arreu per estar informat dels moviments de Tamerlà i dels governants timúrides de l'Azerbaidjan i Pèrsia. L'agost del 1400, sabent que Timur anava cap a Sivas, va pensar que en cas que Timur entrés a Síria tindria tots els camins tallats i la fugida complicada i va entregar el govern de Bagdad al seu amir Fàraj i amb els seus bens, les seves dones i els fills, escortat i acompanyat per Qara Yússuf, es va retirar de Bagdad, van creuar l'Eufrates i es van dirigir cap a Alep a Síria, on governava Timurtash, per anar després cap a Anatòlia, a territori de l'otomà Baiazet I. Quan Tamerlà va envair Anatòlia (1400) Qara Yússuf va haver de refugiar-se igualment amb el sultà otomà Baiazet I.
Baiazet I havia encaixat malament l'asil que Timur havia donat als emirs deposats de l'Àsia Menor; igual de malament que Timur va encaixar la protecció que Baiazet I donava als seus adversaris com el sultà Ahmad ibn Uways de Bagdad i Qara Yússuf dels Kara Koyunlu. Baiazet I intentava una aliança amb jalayírides i mamelucs. Timur podia combatre els refugiats, però Bayazid I era un ghazi que estava dirigint la lluita contra els infidels (cristians) i lluitar contra ell estava mal vist. Timur va saber que Ahmad ibn Uways i Qara Yússuf estaven de camí cap a Anatòlia i va enviar destacaments a buscar-los. La filla i la germana d' Ahmad ibn Uways foren fetes presoneres igual que les esposes i filles de Qara Yússuf, però els dos homes no foren localitzats. Ahmad finalment va decidir no seguir endavant i retornar a Bagdad pensant que ja Tamerlà no amiria cap a Bagdad.
El 1401 Baiazet I va creuar Àsia Menor i va arribar a Sivas on ja s'havia establert el seu fill Suleyman. Després es va dirigir a Erzincan, va derrotar les forces locals i va entregar el govern al seu protegit Qara Yússuf dels kara koyunlu, però al cap de 16 dies va haver de desistir perquè els habitants no l'acceptaven i reclamaven el retorn de Tahartan. Qara Yússuf va demanar poder-se retirar a Kayseri per descansar. Baiazet I va retornar el poder a Tahartan però el va privar del seu harem i dels seus fills, enviats a Brusa com hostatges. L'ajut de Baiazet I a Qara Yússuf i a Ahmad ibn Uways, amenaçava l'Azerbaidjan i Tamerlà es va veure forçat a actuar. Una primera ambaixada havia intentat un modus vivendi, però ara Timur va exigir la evacuació d'Erzincan i dels emirats turcs que havien de ser retornats als seus sobirans legítims; també va exigir l'entrega de Qara Yússuf, viu o mort. Van seguir converses de pau que no van tenir èxit. Qara Yússuf, protegit de Baiazet I, el va comprometre quan va atacar la caravana anual de pelegrins a la Meca; les converses es van trencar. El maig de 1401 les tropes timúrides van atacar Bagdad i la van destruir en gran part, però no s'hi van quedar al considerar que la destrucció era tant gran que ja no mereixia la pena. Ahmad que s'havia refugiat a Hilla, va retornar per la reconstrcció.
El 1402 Tamerlà va formular les seves exigències i va oferir retorar les tropes a canvi que satisfés les seves peticions i entregués la fortalesa de Kemakh considerada una dependència “de l'herència persa”. Informat de la sortida de Qara Yússuf, Tamerlà va insistir per mitjà del seu ambaixador en el lliurament al lloc de Qara Yússuf, de la seva família i els seus partidaris. Els ambaixadors de Baiazet I van portar el refús del sultà a la proposta de Tamerlà en el sentit que els otomans no volien renunciar a Kemakh de cap manera i tampoc oferien entregar a Qara Yússuf. Tamerlà va refusar els regals del sultà i va declarar que la decisió de fer la guerra era irrevocable, guerra que es va produir tenint com a punts principals la batalla d'Ankara el 28 de juliol de 1402 i la conquesta d'Esmirna (desembre de 1402).

## Retorn i domini de Bagdad
Kara Yússuf havia retornat al Diyar Bakr i havia reunit un exèrcit de turcmans per lluitar contra Tamerlà; es va apoderar d'Erzincan. Quan els timúrides van saber que el sultà Ahmad ibn Uways estava a Bagdad, van marxar cap alli (1402) i el sultà va haver fugir de Bagdad gairebe al mateix moment que Qara Yússuf, que fugia de la guerra a Anatòlia i marxava del territori otomà, arribava a Hit o Bayan-Hit. Ahmad es va retirar cap al govern del seu fill Tahir ibn Ahmad (a Hilla) i el general Agha Firuz que era en realitat qui tenia el control del govern de Tahir. Firuz i Tahir desconfiaven d'Ahmad i van tenir un consell amb els diversos amirs, com Muhammad Beg governador d'Ormi, Mir Ali Kalender, Mikhail, Farrakh Shah, i van decidir desconèixer al sultà. A la nit van passar el riu pel pont i van acampar a l'altre costat. Quan Ahmad va arribar i es va fer càrrec de la situació, va fer destruir el pont i va avançar paral·lel al riu; va enviar un missatge al seu vell aliat Qara Yússuf, el qual va acudir amb les seves tropes i junts van passar el riu; l'exèrcit de Qara Yússuf i les forces d'Ahmad es van llençar sobre els rebels liderats per Tahir ibn Ahmad, que foren derrotats. Tahir va intentar fugir però en la seva fugida, al saltar un riu amb el seu cavall i les seves armes, va caure i es va matar. Les seves tropes es van dispersar. Qara Yússuf va ocupar Hilla i Ahmad, desconfiant del turcman va tornar a Bagdad. Qara Yússuf va sortir d'Hilla amb un exèrcit i es va dirigir a Bagdad que va ocupar (1402). Ahmad es va amagar i va poder fugir de nit ajudat per un fidel de nom Kara Hassan que el va carregar a la seva esquena; pel camí van trobar a un home que tenia un bou i el sultà va pujar a aquest bou i amb Kara Hassan van arribar a Tikrit, on el governador Sarel Omar Oirat li va regalar 40 cavalls, i li va facilitar diners i armes; allí se li van reunir diversos dels seus oficials despedregats: Shaikh Maksud, Dolet Yar, Adel i altres; de Tekrit va poder arribar a Damasc. Qara Yússuf es va trobar amo i senyor de Bagdad i de gran part de l'Iraq Arabi.

## Segon exili
Abu Bakr, després de passar pel Diyarbakir, va començar el seu recorregut a Arbela, on va detenir al governador Abdalla i altres caps rebels que foren enviats a la cort lligats. En les operacions va morir l'amir Payende Sultab Barles. Mentre Rustem sortia de Burudjird i es va reunir amb Abu Bakr a Hilla. Els dos prínceps es van trobar a Hilla i van creuar conjuntament el riu i es van trobar amb les forces de Qara Yússuf Kara Koyunlu a Sib, a la vora del riu Nahr al-Ganam. Els dos prínceps disposaven de tres mil homes mentre que Qara Yússuf estava acampat a l'altre costat del riu però amb un exèrcit mes nombrós. Abu Bakr volia cedir el comandament a Rustem per ser de major edat, però aquest va preferir dividir l'exèrcit en dos cossos i cadascun manar un d'ells i atacar a l'enemic pels dos costats. Així es va fer i es va lliurar batalla. El germà de Qara Yússuf, Kar Ali, va rebre una fletxa que el va fer caure del cavall i algun soldat li va tallar el cap. Sevinjik es va destacar en la batalla. Finalment les tropes de Qara Yússuf es van haver de retirar. Qara Yússuf es va poder refugiar a Síria amb alguns fidels però la seva tribu, uns 15000 caps de família, amb el bestiar i els seus bens, foren objecte de pillatge per part de les forces timúrides. La dona de Qara Yússuf, mare dels prínceps Isfendiyar i Ispan o Isfahan, fou feta presonera i encadenada. També es van capturar diverses dames i princeses i altres parents.

## Exili a Síria (mameluca)
Tant Ahmed com Qara Yússuf van haver de fugir pel desert cap a Damasc, on varen aconseguir arribar i van ser rebuts pel governador mameluc Shaykh, que va comunicar la seva arribada al sultà, que es va sentir molt incòmode amb els nous hostes i va ordenar empresonar-los, i més tard va ordenar executar-los, ordre que Shaykh va desobeir.
Estant a Damasc, Ahmad i Qara Yússuf van convenir en repartir-se l'imperi de Tamerlà a la mort d'aquest, i Iraq Arabí seria per Ahmad i l'Azerbaidjan per Qara Yússuf; Pir Budak, fill de Qara Yússuf nascut a Damasc, fou considerat fill adoptiu d'Ahmad.
El setembre del 1404 el sultà mameluc va comunicar oficialment a Tamerlà que el jalayírida Ahmad ibn Uways i el kara koyunlu Qara Yússuf havien estat detinguts en territori mameluc i que feria amb ells allò que l'emperador ordenès. Al ambaixador d'Egipte Tmerlà el va acomiadar amb una carta que ordenava al sultà enviar-li a Ahmad ibn Uways lligat de peus i mans i enviar-li el cap de Qara Yússuf.
Però Shaykh va alliberar els seus dos presoners, els va donar provisions i va deixar sortir del país a Ahmad aprofitant que Tamerlà havia retornat a Transoxiana (1404). Es va quedar amb Qara Yússuf i amb les forces combinades del governador i les de l'emir turcman, van marxar a Egipte; seguint els consells de Qara Yússuf, Shaykh va guanyar la primera batalla però a la segona fou derrotat quan van desertar els seus amirs, i va haver de retornar a Damasc només amb una petita tropa formada principalment pels turcmans de Qara Yússuf (1404).

## Segona part del regnat

### Retorn
El 1405. mort Tamerlà, Qara Yússuf va entrar altre cop als seus antics dominis i aprofitant la mort del conqueridor i la rivalitat entre els seus nets Muhammad Umar Mirza del Takhi-i-Hulagu (Pèrsia occidental amb Gilan i Xirvan), i Abu Bakr ibn Mihran Shah de l'Iraq Arabí i Anatòlia oriental (que a més eren mals administradors) va poder recuperar el territori. També Ahmad ibn Uways va entrar a l'Iraq i aprofitant que Abu Bakr havia sortit d'allí amb l'exèrcit, va poder recuperar Bagdad i l'Iraq (i el 1409 el Khuzestan).

### Conquesta de Tabriz
Qara Yússuf va rebre el suport de l'emir de Bidlis Shams al-Din que li va donar els aprovisionaments que li mancaven. El príncep Izz al-Din Shir de Van i Hakkari, lleial als timúrides fou derrotat igual que Doladay, governador de la fortalesa d'Awnik. Qara Yússuf va concentrar les seves forces a l'Araxes. L?Azerbaidjan havia de ser per a ell però Ahmad ibn Uways l'havia ocupat el juliol i l'agost de 1406 i després l'havia abandonat davant Abu Bakr que no l'havia ocupat per una epidèmia i s'havia dirigit també a l'Araxes. El 26 d'octubre de 1406 es va enfrontar amb les forces d'Abu Bakr (que mentre havia eliminat a Muhammad Umar); els dos exercits es van trobar i al dia següent es va lliurar batalla que fou favorable a Qara Yússuf (la data varia segons les fonts i es també possible el 14 i 15 d'octubre de 1406); molts soldats d'Abu Bakr van ser fets presoners. Abu Bakr va fugir a Marand. Els vencedors van ocupar i saquejar Tabriz i van matar part de la seva població o els van confiscar les propietats; l'amir Xaikh Kassab va perseguir a Abu Bakr fins a Sayyidabad. Això li va permetre dominar tota l'Anatòlia oriental (1406).

### Guerra amb Abu Bakr
El 1407 va atacar Sultaniya. Abu Bakr va deixar 200 homes escollits allí manats per Dervix Kurji i se’n va anar a Rayy, al peu de la Muntanya Damavand on va passar l'estiu. Qara Yússuf va ocupar Sultaniya i després la va saquejar i va enviar molts presoners a Tabriz, Maragha i Ardebil.
Abu Bakr va formar una alianza amb els turcmans de Bistam Jagir, de Husayn Sad i els Ja'un-i-Qurban per recuperar Tabriz i l'Azerbaidjan; el seu exèrcit va marxar cap a Tabriz. Qara Yússuf, assabentat, va anar a Schenbi-Ghazan l'11 d'abril de 1408 i va protegir aquesta plaça amb una rasa. Allí es van dirigir els aliats, Bistam Jagir (amb els seus germans Mansur i Masum i el fill Akhi Farrukh) i Husayn Sad (amb el seu germà Muhammad) amb 20.000 homes. El 19 d'abril els dos exèrcits es van trobar en un lloc anomenat Sardrud, a 8 km al sud de Tabriz. La valentia d'Abu Bakr fou immensa però no va aconseguir la victòria que va caure del costat de Qara Yússuf; Muizz al-Din Miran Xah va morir en aquesta batalla. Abu Bakr es va retirar cap a Sultaniya. El cap de Miran Xah fou presentat a Qara Yússuf que va renyar al soldat, va fer rentar el cap i el va fer enterrar amb el cos a Surkhab d'on més tard foren tret els ossos i portats cap a Samarcanda sent depositats a la cúpula verda de Kix. Qara Yússuf va dir que si Miran Xah li hagués estat portat viu l'hauria tractat conforme a la seva dignitat. Això li va permetre estendre el seu domini cap a l'Iraq Ajamita. Bistam Jagir, governador d'Ardebil, va canviar de bàndol i amb les seves forces, es va dirigir cap a Sultaniya; va alliberar a Dervix Ahmad Atesji i el va enviar al governador de la ciutat, Dervix Kuscheji, amb diverses ofertes temptadores; però Kuscheji va refusar rendir la plaça i Bistam Jagir va iniciar el setge que va durar de meitat de juny de 1408 a meitat de juliol; el dijous 21 de juliol de 1408 Bistam va entrar a la ciutat. El seu germà Masum fou nomenat governador. Qara Yússuf va nomenar a Bistam governador de la província de l'Iraq Ajamita.

### Consolidació del poder
Qara Yússuf va sortir a la primavera del 1408 cap al desert de Muix (Muix). El governant de Mardin, Malik Salih, el va informar que el cap dels ak koyunlu, Kara Osman, pretenia atacar la plaça, que cauria doncs en mans enemigues. Qara Yússuf va marxar en ajut de Mardin. Va arribar a Amida (Armènia). L'exèrcit de Kara Osman va marxar cap a Muix; els dos exèrcits es van trobar prop d'Amida i la victòria fou per a Qara Yússuf. Després de garantir el control de Mardin se’n va anar a passar el estiu a l'Ala Dagh i a la tardor va tornar a Tabriz, la seva capital.
D'allí es va desplaçar a Xaki; Sidi Ahmad Arlat li va sortir a l'encontre però Qara Yússuf el va eludir i es va dedicar al saqueig de Xaki i Xirvan, retornant després a Tabriz. El 7 de gener de 1409 un ambaixador d'Ahmad ibn Uways li va demanar permís per establir el campament d'estiu del sultà a Hamadan, permís que fou refusat.
El 24 de gener de 1409 el príncep Izz al-Din Xir va desaconsellar al cap kara koyunlu de enviar tropes al Xirvan; hi va enviar un ambaixador que va pactar la pau amb Xaikh Ibrahim i es va signar un tractar. Aquell hivern Qara Yússuf el va passar a Tabriz. Fou un any de sequera.
Qara Yússuf, que havia anat a l'Ala Dagh, es va traslladar a Awnik on se li van presentar moltes queixes de Xaikh Hasan, governador de Arzenjan (Erzincan). Aquesta ciutat fou assetjada durant 45 dies; les supliques de la gent i que el governador Hasan es va presentar en persona a Qara Yússuf amb valuosos regals, va suposar el perdó (1409). Però el govern de Nigdad i Erzinjan (part principal de la província de Arz-beig) va ser concedit a Nasir al-Din Pir Umar, que havia estat visir de Qara Yússuf. El 1409 també va ocupar Mardin a l'ortúquida al-Malik al-Salih. Una expedició enviada contra Qara Yússuf pel sultà timúrida Xah Rukh d'Herat va fracassar.

### Guerra amb elks jalayírides
Ahmad ibn Uways seguia aspirant a l'Azerbaidjan i va sortir de Bagdad cap aquest territori el 15 de maig de 1410 i va arribar a Hamadan. En aquest districte va sotmetre als kurds de la zona. L'amir Xah Muhammad, fill de Qara Yússuf, que s'havia aturar al ilak de l'Awjan, es va dirigir a Khoi. El 27 de juliol Ahmad va arribar a Tabriz i va enviar tropes a perseguir a Xah Muhammad al que van atrapar a Salmas i el van derrotar. Però Qara Yússuf estava a l'Azerbaidjan i es va dirigir cap a Tabriz. Les forces jalayírides i kara koyunlu es van trobar a Asad, no gaire lluny de Tabriz (28 d'agost de 1410; data alternativa 30 d'agost de 1410). En la batalla Ahmad va resultar ferit i els seus foren derrotats. Amagat Ahmad a Tabriz fou denunciat a Qara Yússuf per un habitant de nom Baha al-Din Julah; el cap turcman el va fer detenir, el va carregar de cadenes i el va fer condemnar a mort i fou penjat; va romandre tres dies sense enterrar fins que finalment fou enterrat a Dimaixkiya junt amb el seu pare i la mare. En la batalla van morir altres prínceps jalayírides com Xah Walad, net d'Uways I i fill de Xaikh Ali (executat després de la batalla); i el príncep Sultan Ala al-Dawla ibn Ahmad, que estava detingut a la presó d'Abd al-Juz; els dos foren també enterrats a la Dimaixkiya.
Ahmad ibn Uways abans de la batalla havia demanar ajut a Xaikh Ibrahim de Xirvan que va enviar immediatament al seu fill Kayumurz (Gayumarth ibn Ibrahim Shirvanshah). Aquest va arribar justament el dia de la batalla quan aquesta ja havia acabat i va quedar en situació delicada; fou arrestat per ordre de Qara Yússuf que el va fer tancar a la fortalesa d'Arjish i va rebutjar una oferta de diners de Xaikh Ibrahim per la seva llibertat. Qara Yússuf no va saquejar Tabriz tot i el suport que havia donat al sultà, i va marxar cap a Marand on va estar un temps abans de retornar a Tabriz on va planejar establir el seu campament de hivern. Erzincan fou conquerida aquell mateix any a Shaykh Hasan, fill de Mutahharten a Tahartan.

### Diyar Bakr i Esfahan
El 1410 va sotmetre el Diyar Bakr que estava en mans de la confederació rival turcmana dels aq qoyunlu dirigida per Kara Osman.
Rustem, fugit d'Esfahan, va arribar a Tabriz (1410) on Qara Yússuf el va acollir amb molts honors. El desembre del 1410 el va acomiadar a Maragha. Estant Qara Yússuf acampat a Lilan el va visitar l'amir Muhammad Saru Turkman de l'Irak Arabí, al que igualment va donar mostres de distinció. A finals de mes va retornar a Tabriz.

### Sultanat de l'Azerbaijan
El 1411 Qara Yússuf va decidir establir el càrrec de Khan (de fet Sultà) pels seus dominis centrats a Tabriz. Va fer construir un tron d'or i va proclamar com a kan al seu fill gran Pir Budak al que va donar corona i cinturó i va retre homenatge. Es van fer banquets i es van repartir robes d'honor (khilah) entre els principals personatges de l'Azerbaidjan. Qara Yússuf va rebre el títol de noyan i el nom d'Abu-l Nasr Yusuf Bahadur. Pir Budal era fill adoptiu d'Ahmad Jalayir.

### Conquesta de Bagdad
A la mort del sultà Ahmad ibn Uways, els fills del nebot Xah Walid (o Walad) ibn Xaikh Ali ibn Uways, que es deien Xah Mahmud, Sultan Uways II i Sultan Muhammad, van quedar de facto com a senyors de Bagdad. El 1411 Xah Muhammad ibn Qara Yússuf (Ghiyath al-Din Muhammad Shah), que estava a Ardebil, es va presentar en una marxa ràpida a Bagdad. Els tres prínceps havien establert les seves posicions i el gran, Xah Mahmud, havia agafat la preeminència amb Abd Ibrahim Malla com a comandant en cap. Durant els darrers temps de la vida d'Ahmad ibn Uways, el principal cap militar local (skaknah) i daroga havia estat l'amir Bakh Xaix i alguns l'instigaven a passar per damunt del nou comandant en cap qualificat de nautoner (el que porta una barca) i un dia fou assassinat. Els tres germans no van tardar a fugir de Bagdad junta amb Dendi Sultan, la neta de Sultan Uways I, cap a Xuixtar, i Xah Muhammad es va apoderar de Bagdad. La fortalesa d'Hibet [probablement Hit] i una part del Kurdistan també se li va sotmetre exercint per uns anys una autoritat sobirana sobre l'Iraq excepte el Baix Iraq i Khuzestan on els jalayírides es van mantenir fins al 1432
El govern de l'Iraq fou concedit per Qara Yússuf al seu fill Shah Muhammad. Això va inquietar a Xah Rukh el timúrida d'Herat que va encoratjar a Kara Yuluk Osman l'emir dels aq qoyunlu establerts a Amida, Urfa i Kemakh, i al xirvanxah Shaikh Ibrahim, i altres senyors menors, a enfrontar-se als qara qoyunlu.

### Lluita amb els Aq Qoyunlu
Vers l'abril del 1412 Qara Yússuf va establir el seu ilak (campament d'estiu) a l'Alatagh, el maig va marxar cap a Diyar Bakr. Per acomiadar-se es va celebrar un banquet immens presidit pel seu fill el kan o sultan Pir Budak, en el que es van sacrificar 1000 cabres i 100 ases. Hi van assistir tots els notables de l'Azerbaidjan i tots els caps turcmans. Qara Yússuf tenia les tropes millors equipades no solament de la regió, sinó que era fama que mai abans hi havia hagut tropes millor equipades que les de Qara Yússuf. En el camí va passar per Bidlis on l'amir Shams al-Din el va rebre amb honors. Va seguir cap a Saru, on va deixar tropes assetjant aquesta fortalesa; i després a Mardin on va deixar els seus tresors a la fortalesa de la ciutat, nomenant governador a Kara Bahadur. La darrera etapa era Amida. L'amir Kara Osman va fer menjar pels cavalls les collites del Iarmuk; els habitants d'Amida van demanar la pau que els fou acordada a canvi de mil cavalls; però finalment com que no van entregar els cavalls Qara Yússuf va ocupar la plaça per la força; després Qara Yússuf es va dirigir a Argan i Kara Osman va marxar allí per combatre’l però fou derrotat i es va haver de refugiar a la ciutadella. Després de saquejar Argan, Qara Yússuf es va retirar creuant l'Eufrates i entrant al anomenat desert de Muix (Muix). Allí va llicenciar a les tropes i es va dirigir a Tabriz.

### Jagirlu i Xirvan
Havia enviat tropes a Ardebil que no havien pogut vèncer la resistència dels fills de Bistam Jagir i aquest estava a Sultaniya, així que Qara Yússuf va planejar dominar el Iraq Ajamita. A primers d'octubre de 1412 va arribar a Sultaniya que va ocupar; va enviar un missatge als fills de Jagir intimant-los a rendir-se però no va obtenir resposta, i furiós, es va dedicar a destruir els edificis de Sultaniya que després va abandonar tornant amans de Bistam. El 4 de novembre de 1412 va tornar cap a Tabriz. El 26 de novembre va fer una incursió a la regió del Karabakh. També va enviar emissaris a Xaikh Ibrahim de Xirvan per acordar la pau, però aquest havia fet aliança amb Sidi Ahmad Arlat de Xaki i amb Constantí I, rei de Geòrgia, i la pau fou rebutjada. Qara Yússuf va travessar el riu Araxes i es van lliurar diversos combats menors fins a la decisiva batalla de Chalagan a la riba del Kur (6 de desembre de 1412) i en els combats i la batalla es van fer presoners a Xaikh Ibrahim, el seu germà Xaikh Bahlul, el rei de Geòrgia Constantí I i el seu germanastre David (Constantí, David i 300 nobles georgians -aznauris- foren executats per ordre de Qara Yússuf que va matar a Constantí de pròpia ma, però altres versions diuen que va morir a les poques hores de les ferides rebuda). Xamakhi fou saquejada retornant després a Tabriz. Qara Yússuf es va emportar un milió de caps de bestiar però dos terços van morir de fred en el trasllat. Ibrahim va pactar que seria alliberat a canvi dels objectes valuosos carregats de pedreria que hi havia a la sala d'audiències de Xirvan; el seu germà Xaikh Bahlul fou alliberat quan es van pagar 200 tumans iraki i el cap religiós i cadi Mawlana Zahir al-Din quan es van pagar 100 tumans iraki. Ibrahim va poder marxar a Xirvan a la primavera del 1413; a primers de maig Qara Yússuf se’n va anar al seu ilak de l'Awjan. Els dominis qara qoyunlu a Anatòlia oriental van quedar consolidats entre Erzincan al nord i Mardin al sud, i només els aq qoyunlu de Kara Yülük Osman Beg (o simplement Kara Osman) se li enfrontaven en aquesta zona. Muhammad ibn Mansur, nebot de Bistam Jagir, va caure presoner i fou empresonat a Tabriz.

### Iraq Ajamita
Qara Yússuf després de passar el hivern a Tabriz, a la primavera DEl 1413 va sortir de la capital. Finalment va concedir el perdó a Muhammad ibn Mansur, nebot de Bistam Jagir i li va concedir en feu (soyurgal) els districtes de Ardebil i Khalkhal que segurament havia arrabassat poc abans als fills de Bistam. Azerbaidjan feia front a una sequera i a la carestia dels queviures. A l'estiu va entrar a les províncies de Kazwin i Sultaniya que foren lliurades a la devastació absoluta. Mentre es feia això va saber que Muhammad ibn Mansur s'havia tornat a revoltar i toirnava a donar suport al seu oncle Bistam. El 8 d'agost de 1413 va fer arrestar a Khoja Jamal al-Din Safawí (vegeu safàvides) al que va tancar a la fortalesa de Farrukh no gaire lluny d'Ardebil. Quan Qara Yússuf va arribar a Hamadan va saber que Iskandar de Fars s'acostava amb la pretensió de conquerir l'Iraq Ajamita [Azerbaidjan a la font], havent entrat per la ruta de Luristan arribant al territori de Nihawand, on Qara Yússuf va saber que veia i va sortir al seu encontre. En aquest moment Qara Yússuf es va posar malalt i la malaltia es va anar agreujant; també molts soldats van patir malalties i, per tant, els kara koyunlu van haver de retirar-se. Iskandar el va acusar de fugir. Qara Yússuf va seguir la retirada arribant a la fortalesa de Kaverd, sota control de l'amir Babahaji, enemic de Qara Yússuf, que no obstant li va oferir hospitalitat. En agraïment Qara Yússuf li va concedir com a soyurgal el districte de Kaverd. Poc després Qara Yússuf va llicenciar les tropes i va retornar a Tabriz on va entrar el 16 de setembre de 1413.
Xah Muhammad de Bagdad, fill de Qara Yússuf, va sortir de la seva capital per atacar a l'amir turcman Muhammad Saru, governador de Xahrizur. Va derrotar les forces del seu rival al que va fer presoner i el va tancar a la fortalesa de Hit, mentre que als seus fills els va tancar a Bagdad

### Negociacions amb Xah Rukh
El 1414 una expedició dirigida per Shah Rukn contra Qara Yússuf va fracassar al haver-se de desviar per anar a conquerir Esfahan on estava revoltat Iskandar. Qara Yússuf no obstant va enviar un emissari per declarar la seva amistat i devoció per Xah Rukh però la iniciativa no va prosperar. A la segona quinzena d'abril de 1415, Qara Yússuf va designar ambaixador a un cortesà molt proper a ell anomenat Merdan Xah, considerat un gran orador. Arribat a la cort va poder baixar el tapis del tron. Després va demanar a Xah Rukh la concessió de Sultaniya a canvi de la fidelitat a l'emperador. Xah Rukh va contestar que podria acreditar la fidelitat enviant al fill com a ostatge i que si ho feia li concediria Sultaniya.
Qara Yússuf aleshores es va posar en marxa per atacar Sultaniya. Xah Rukh va enviar als amirs Ibrahim i Jahan Xah Bahadur amb 20 batallons (kosxhun) amb la ordre de reunir-se a Elies Khoja i anar a Rayy i allí concertar-se amb altres amirs i finalment combatre a Qara Yússuf si aquests continuava avançant.

### Defecció de Sad Vaccas
Bistam Jagir va deixar al seu fill al front de Sultaniya i es va retirar a Qom, amb el príncep Sad Vaccas. Aquest ho va considerar una traïció i el va fer detenir i va demanar instruccions a Xah Rukh. Aquest va ordenar l'alliberament de Bistam, ordre que va portar un tavachi anomenat Ardexir. Sad Vaccas i diversos consellers van encaixar malament aquesta desautorització. Sad Vaccas va sortir de Qom amb el seu presoner i 300 homes i es va dirigir al camp de Qara Yússuf. El seu ogrok o campament de Qom va quedar sota el comandament de Kotluk Khoja.
Sad Vaccas fou molt ben rebut per Qara Yússuf que esperava aprofitar-se del príncep per conquerir l'Iraq Ajamita. Bistam fou alliberat i va rebre distincions. Sad Vaccas (Saad Wakas) va demanar asil a Qara Yússuf i aquest va enviar a Qom a Akhi Fereji, fill de Bistam, per portar a les esposes del príncep. Una vegada a Qom, la princesa Agha Beghi, filla de Miran Xah i esposa principal de Sad Vaccas, va considerar que les esposes no havien d'anar amb els turcmans i va armar als servidors i quan Akhi Feriji i els seus homes van arribar, els van atacar i els van massacrar així com a Timur Xaikh, Kotluk Khoja i Xaikh Ali Zendeh considerats els instigadors de la defecció del príncep. Els seus caps foren enviats a l'emperador junt amb un relat dels fets. Xah Rukh va dir que si les dones actuessin totes així serien superiors als homes. Després d'això, Bistam Jagir no va tardar en capgirar la seva aliança i va començar a donar suport a Qara Yússuf, però algun dels seus parents no el va seguir.

### Mort de Pir Budak
El desembre de 1418 en tornar d'una expedició a territori mameluc, Qara Yússuf va saber a Mardin la mort del seu jove fill Pir Budak, governador i sultà de l'Azerbaidjan, el que li va causar una gran pena. Mentre, el sultà mameluc preparava una expedició que es va aturar quan va saber que Shah Rukh havia reunit un exèrcit de 200.000 homes per iniciar una tercera campanya contra Qara Yússuf (inicis del 1420)

### Conquesta de l'Iraq Ajamita
El 1419 Qara Yússuf va atacar l'Iraq Ajamita que era timúrida i es va apoderar de Sultaniyya, Tarom, Qazwin i Saveh o Sawah, que va annexionar als seus dominis. Segons els timúrides els territoris de Fars i Djibal (Isfahan) que governaven, prosperaven sota el seu govern (Ibrahim Sultan, fill de Xah-Rukh, a Fars, i Rustem ibn Umar Shaykh a Esfahan) mentre que l'Iraq Arabí, Azerbaidjan i part de l'Iraq Ajamita havien estat devastats i eren oprimits pels kara koyunlu, i el seu poble va demanar ajut a Xah-Rukh contra aquesta tirania. El 1420 l'ambaixador timúrida Siddiq va tornar a Herat i va informar que Qara Yússuf es considerava independent i aspirava a les màximes cotes de poder i era obeït pels emirs de les regions a l'entorn del seu domini i a les províncies (mamalik) sota la seva influència; havia construït diverses fortaleses i en canvi no s'encoratjaven les fundacions pietoses ni s'observaven les lleis religioses, i el mateix Qara Yússuf passava els dies i les nits amb actes poc pietosos i de disbauxa.

### Mort de Qara Yússuf
Shah Rukn va exigir a Qara Yússuf retornar les ciutats de Sultaniyya, Tarom, Qazwin i Saveh i esdevenir el seu vassall, però Qara Yússuf va refusar i tot i que ja estava malalt, va abandonar Tabriz en llitera per marxar contra el timúrida amb un exèrcit format per només 50.000 homes. El seu estat va empitjorar quan va arribar a Udjan (Awjan) i va morir poc després el 13 de novembre de 1420 als 65 anys. El seu imperi s'estenia de Xirvan al nord fins al sud de l'Iraq, i d'Erzincan a l'oest fins a Qazwin a l'est. Qara Yússuf fou enterrat a Ardjish o a Tabriz (la tomba no s'ha trobat).